# Shrinking education
 (décembre 2024).
L'article doit être relu — et modifié si nécessaire — par des contributeurs indépendants pour apporter un regard critique aux contributions effectuées en violation des conditions d'utilisation de Wikipédia, tant sur la forme (notamment concernant le style encyclopédique, la proportionnalité) que sur le fond (la neutralité de point de vue, la qualité et l'indépendance des sources).
(Politique pour les contributions rémunérées | Comprendre le dépubage | En discuter)
Le concept de shrinking education est utilisé pour la première fois dans le livre de Martin Fortuné Mukendji Mbandakulu intitulé L'éthique de l'enseignant. Le contexte de la République Démocratique du Congo, L'Harmattan, Paris 2022, page 173.
Martin Fortuné Mukendji Mbandakulu est l'auteur du concept de shrinking education.
Il signifie l'éducation au rabais, un semblant d'éducation, une éducation approximative.
Le concept est reconstruit à partir du concept de Shrinking city qui signifie une ville rétrécie, diminuée, dépourvue de ses richesses où il y’a exode ou déperdition de la population.
C'est donc un néologisme créé par Martin Fortuné Mukendji Mbandakulu.
Le géniteur du concept est docteur en philosophie et professeur émérite à l'Université Pédagogique Nationale en RDC.

## Réferences
1. ↑  Martin Fortuné Mukendji Mbandakulu, L'éthique de l'enseignant, Paris, L'Harmattan, 2022, 189 p. (ISBN 978-2-343-19111-9, lire en ligne), p. 173
2. 1 2  « Martin Fortuné Mukendji Mbandakulu : Livres, Biographie, Livres Audio, Bibliographie... - La Boutique Africavivre », sur Africa Vivre (consulté le 20 décembre 2024)
3. ↑  « L'éthique de l'enseignant », sur liseuse.harmattan.fr (consulté le 20 décembre 2024)
4. ↑  « CONNAITRE UPN », sur www.upnrdc.net (consulté le 20 décembre 2024)